# Pseudomitraria conradti
Pseudomitraria conradti är en insektsart som beskrevs av Günther, K. 1939. Pseudomitraria conradti ingår i släktet Pseudomitraria och familjen torngräshoppor. Inga underarter finns listade i Catalogue of Life.